# Cotham (Bristol)
Cotham – dzielnica miasta Bristol, w Anglii, w Bristol, w dystrykcie (unitary authority) Bristol. W 2011 dzielnica liczyła 12 554 mieszkańców.